# Borello (Cesena)
Borello is een plaats (frazione) in de Italiaanse gemeente Cesena.